# Хромой кузнец
Хромой кузнец — повесть русской писательницы Марии Семёновой, написанная в 1980 году. Одно из первых произведений этого автора.

## Сюжет
Действие происходит в древней Скандинавии.
Конунг Нидуд захватил в плен искусного кузнеца Волюнда, чтобы тот не смог сбежать, подрезал ему сухожилия и поселил на безлюдном островке. Кузнец, гордый викинг, младший сын конунга Торгрима, сделал вид, что смирился, но задумал отмстить, убив детей Нидуда. Однако, видя его младшего сынишку Сакси и дочь-красавицу Бёдвильд, не смог этого сделать. А Бёдвильд, дочь конунга, сначала просто жалеет несчастного кузнеца, а затем понимает, что полюбила его. Но отец готовит её свадьбу с сыном своего друга…
Как и все герои произведений Марии Семеновой, хромой кузнец Волюнд — сильный волевой человек, с непоколебимой силой духа, способный даже в цепях сохранять достоинство.

## Публикации
Произведение входит в:
- сборник «Лебеди улетают» (1989)
- сборник «Валькирия» (1996)
- сборник «Хромой кузнец» (2001)
- сборник «Пелко и волки» (2005)
- сборник «Лебединая дорога» (2006)
- сборник «Ведун» (2007)